# Kalciumfény

Kalciumfény előállítására szolgáló összeállítás

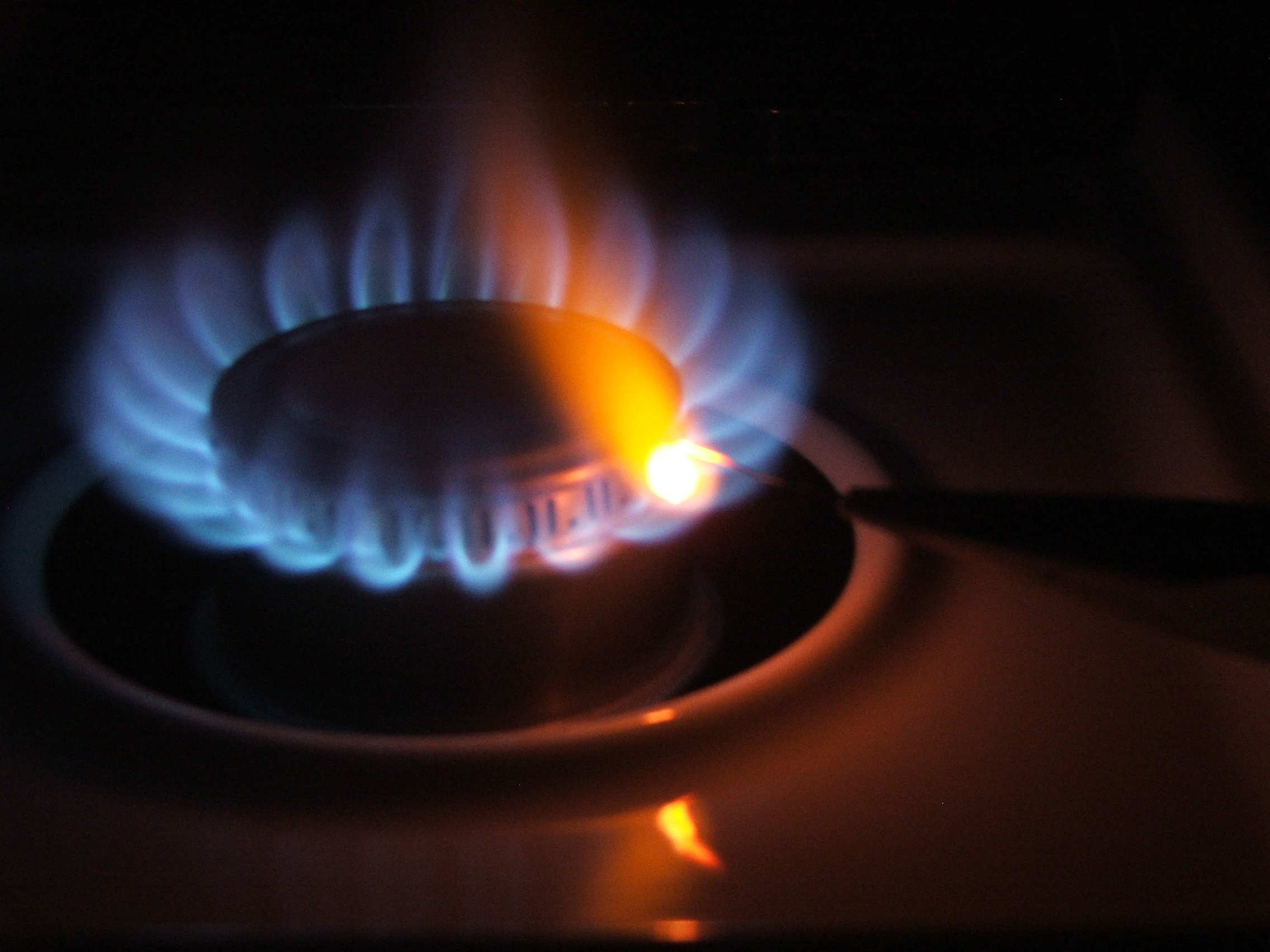
Házilag előállított kalciumfény: kalcium-hidroxidot gáztűzhely égőjével melegítenek. Nincs olyan fényereje, mint a valódi kalciumfénynek

A kalciumfény a színpadi megvilágítás egy korábbi típusa, amelyet a színpadok és koncerttermek megvilágítására használtak. Erős fény keletkezik, ha egy hidrogénnel és oxigénnel táplált speciális égőfej lángját egy kalcium-oxid hengerre irányítják, amely felhevíthető 2 572 °C-ig anélkül, hogy elolvadna. Az így létrejött fény incadescencia (hő okozta fénykibocsájtás), és candoluminescencia (az adott anyagra az adott hőmérsékleten várhatónál erősebb fény kibocsátása egy bizonyos hullámhosszon) kombinációjával keletkezett.
Az angol limelight szót hasonlóan használják, mint a magyarban a rivaldafényt, ha valaki kitüntetett figyelemben, „ünnepelt csillogásban” részesül. Ezért is találjuk számos filmcím magyar fordításában. De valójában a kettő teljesen különböző világító eszközt jelent: a magyar rivalda világítás a színpad szélére elhelyezett izzó sort jelenti – a gyertya és gázláng világítás korában innen lehetett a legerősebb megvilágítást létrehozni –, míg a kalciumfény avagy limelight éppen egy ennél erősebb, egyetlen szereplőt kiemelni képes fény előállítására volt képes. Jellemzően egy személy kézi irányításával követte vele a szereplőt, énekest – mai színházi nyelvben ezt fejgépnek nevezik.

## Története
1820-as években Goldsworthy Gurney fedezte fel, durranógáz-hegesztőpisztolyán végzett munkája alapján, bár ezt általában Robert Hare kémikusnak tulajdonítják. 1825-ben egy skót mérnök, Thomas Drummond (1797-1840) látta Michael Faraday egyik bemutatóját, és felismerte, hogy a fény alkalmas lehet a mérnöki munkához. Drummond megépített egy működőképes készüléket, ezért róla nevezik Drummond fénynek is.

## Első színházi alkalmazása és elterjedése
A nyilvánosság előtt először a Covent Garden operaházban (London) használták 1837-ben, és a színházakban széles körben elterjedtté és kedveltté vált az 1860-as és az 1870-es években. Ugyanúgy használták a színészek egyéni játékának kiemelésére, mint manapság a modern fényfolt-reflektorokat. A kalciumfény alapú fényeket elektromos ívlámpák váltották fel a XIX. század végén. A kalciumfényt más erős fényt kívánó területeken, így pl. világítótornyokban is alkalmazták.